# Rezerwat przyrody Wyspa Sołtyski
Rezerwat przyrody „Wyspa Sołtyski” – leśny rezerwat przyrody o powierzchni 22,71 ha, utworzony 12 września 1994, w województwie zachodniopomorskim, w powiecie stargardzkim, w gminie Ińsko. Rezerwat malowniczo położony na wyspie, we wschodniej części jeziora Ińsko, najgłębszego jeziora Pojezierza Ińskiego, na terenie Ińskiego Parku Krajobrazowego oraz dwóch obszarów sieci Natura 2000: obszaru specjalnej ochrony ptaków „Ostoja Ińska” (PLB320008) oraz specjalnego obszaru ochrony siedlisk „Pojezierze Ińskie” (PLH320067).
Celem ochrony jest zachowanie siedlisk kluczowych dla bioróżnorodności, zwłaszcza starodrzewia i martwego drewna kwaśnej buczyny Luzulo-Fagenion, grądu środkowoeuropejskiego Galio-Carpinetum oraz kwaśnej dąbrowy Quercetum-robori-petraeae. Istotne jest zabezpieczenie populacji rzadkich, chronionych i zagrożonych gatunków grzybów, zwłaszcza soplówki jeżowatej (Hericium erinaceum), soplówki bukowej (Hericium coralloides), ozorka dębowego (Fistulina hepatica), żagwicy listkowatej (Grifola frondosa), szyszkowca łuskowatego (Stobilomyces strobilaceus), roślin, takich jak: kruszczyka szerokolistnego (Epipactis helleborine), bielistki siwej (Leucobryum glaucum), torfowca kończystego (Sphagnum fallax), grzybienia białego (Nymphaea alba), oraz zwierząt, w szczególności: trzciniaka (Acrocephalus arundinaceus), krakwy (Anas strepera), żaby trawnej (Rana arvalis), żaby jeziorkowej (Rana lessonae) i ropuchy szarej (Bufo bufo). W rezerwacie liczne głazy narzutowe, natomiast wzdłuż linii brzegowej jeziora (już poza wyspą) cenne siedliska przyrodnicze z podwodnymi łąkami ramienic (Charales) oraz ze zbiorowiskami Nympheion, Potamion.
Rezerwat udostępniony do zwiedzania. Cały jego obszar podlega ochronie czynnej.
Nie bez wpływu na rezerwat jest bliskie sąsiedztwo ośrodków wypoczynkowych, pola namiotowego i kąpieliska miejskiego.